# Виейра, Марсело
Марсе́ло Вие́йра да Си́лва Жу́ниор (порт. Marcelo Vieira da Silva Júnior; род. 12 мая 1988, Рио-де-Жанейро) — бразильский футболист, выступавший на позиции левого защитника. Бывший капитан клуба «Реал Мадрид». Выступал за сборную Бразилии.
Воспитанник бразильской команды «Флуминенсе», свою карьеру начинал на позиции полузащитника. В 2007 году заинтересовал скаутов мадридского «Реала», которые вскоре предложили его семье переехать в Испанию и помогли устроиться на европейском континенте. В составе «Реала» Марсело стал обладателем множества различных трофеев, в том числе шесть раз выиграв чемпионат Испании и пять раз Лигу чемпионов УЕФА. В течение многих лет бразилец считался одним из основных игроков мадридского клуба.
С 2006 по 2018 годы играл и в составе сборной Бразилии. В 2008 году выиграл бронзовые медали на Олимпийских играх в Пекине, в 2012 году на Олимпийских играх в Лондоне завоевал серебряные медали. Вызывался в состав «селесао» на триумфальный Кубок конфедераций 2013 года, а также домашний ЧМ-2014 и ЧМ-2018 в России.

## Клубная карьера

### «Флуминенсе»
Марсело начал играть в футзал в возрасте 9 лет, в 13 лет он присоединился к юношеской команде «Флуминенсе» — одного из грандов бразильского футбола, где играл на позиции полузащитника. Впоследствии новый тренер стал использовать Марсело на позиции крайнего защитника, чтобы лучше использовать его скорость. Он жил в бедной семье, его родители не могли стабильно обеспечивать даже ежедневные поездки на автобусе до тренировочной базы, из-за чего Марсело чуть не бросил занятия футболом, однако клуб взял эти траты на себя, чтобы не потерять перспективного футболиста. За два сезона, проведённых во «Флуминенсе», Марсело сыграл 38 матчей, в которых шесть раз поражал ворота соперников. На игрока стали обращать внимание европейские клубы:
«Когда мне исполнилось 18 лет, некоторые европейские клубы проявляли ко мне интерес. Я слышал, что ЦСКА и „Севилья“ хотели заполучить меня.»

### «Реал Мадрид»

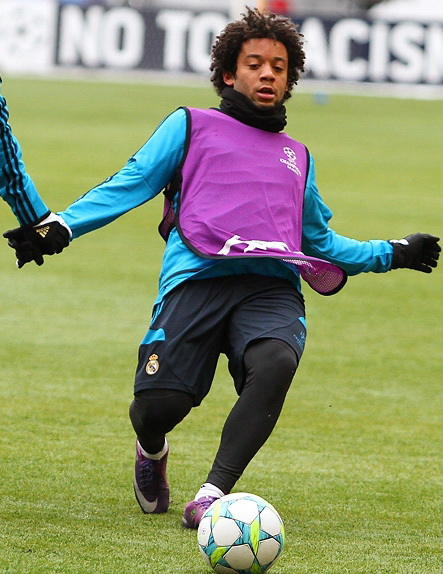
Марсело на тренировке в составе мадридского «Реала».

В результате юный защитник быстро обратил на себя внимание селекционеров мадридского «Реала», в результате чего в январе 2007 года он подписал с этим клубом контракт сроком до 2013 года. Сумма сделки составила 7 миллионов евро. Марсело очень быстро адаптировался к новой команде, так как в «Реале» в то время играли его соотечественники. Особенную помощь в адаптации ему оказал Роберто Карлос, который делился с молодым Марсело своим опытом. За оставшиеся матчи сезона 2006/07 года Марсело сыграл 6 матчей, а в конце сезона команда выиграла чемпионат Испании. В следующем сезоне команду возглавил новый тренер — Бернд Шустер, при нём Марсело удалось закрепиться в стартовом составе «Реала». 26 июля 2011 года Марсело получил испанское гражданство, и с тех пор он перестал считаться легионером. 18 января 2014 года в матче чемпионата Испании против «Бетиса» Марсело сыграл 250-й матч в составе «Реала», встреча закончилась победой мадридцев 5:0. 18 апреля 2017 года он провёл 300-й матч за «Реал». В начале 2019 года в прессе возникали слухи о намерении Марсело покинуть команду, однако в итоге он продолжил выступать в составе «сливочных».
Последние годы подвергался критики прессы за плохую игру в обороне и мало играл. После победы в Лиге Чемпионов 2022 года сообщил, что покидает мадридский клуб.
Последние годы
Летом 2022 года перешёл в греческий «Олимпиакос». В феврале 2023 года расторг контракт, после 5 месяцев проведенных в клубе. 
24 февраля 2023 года подписал контракт с бразильским клубом «Флуминенсе». В ноябре 2024 клуб досрочно разорвал контракт из-за конфликта Марсело с главным тренером Мано Менезесем. По сообщениям СМИ тренер собирался выпустить бразильца на поле, но Марсело отказался слушать установку тренера. Менезес оттолкнул игрока и отправил обратно на скамейку запасных.
6 февраля 2025 года в своих социальных сетях объявил о завершении карьеры футболиста.

## Карьера в сборной
В течение многих лет основным левым защитником сборной Бразилии был Роберто Карлос, сыгравший в составе национальной команды 125 матчей (второе место в истории сборной). Он завершил карьеру в сборной после чемпионата мира 2006 года в возрасте 33 лет, и в том же году за сборную дебютировал 18-летний левый защитник Марсело, который выступал тогда за «Флуминенсе». Это произошло в товарищеском матче против Уэльса 5 сентября 2006 года на лондонском стадионе «Уайт Харт Лейн». В первом же матче за сборную Марсело удалось забить гол, бразильцы победили 2:0.

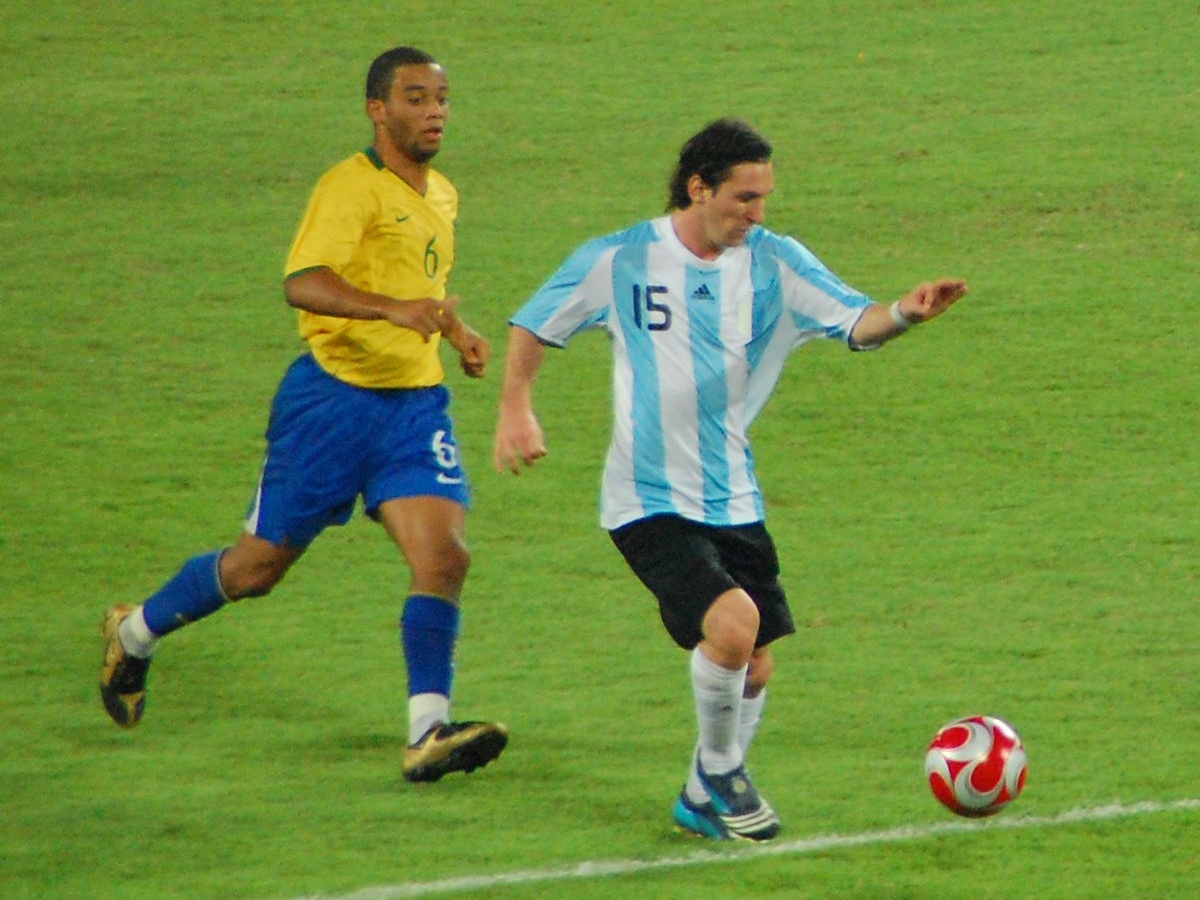
Марсело (в жёлтом) против аргентинца Лионеля Месси в полуфинале Олимпийских игр 2008 года

В 2008 году Марсело получил вызов в олимпийскую сборную Бразилии на Олимпийские игры в Пекине. Сборная Бразилии начала свой путь в группе С. Вместе с бразильцами в группу попали сборные Китая, Бельгии и Новой Зеландии. Бразилия показала удачные результаты, выиграв все три матча и не пропустив в них ни одного мяча. В четвертьфинале бразильцы в дополнительное время обыграли Камерун со счётом 2:0, второй мяч на 105-й минуте забил Марсело. В полуфинале бразильская национальная команда потерпела поражение от сборной Аргентины (0:3), но в матче за третье место во второй раз на турнире обыграла бельгийцев (3:0).
В мае 2010 года Марсело был назван в числе 7 резервных игроков на чемпионат мира 2010 года в ЮАР. В итоге главный тренер команды Дунга не включил Марсело в окончательную заявку. Основным игроком левого фланга в сборной на турнире в ЮАР был Мишел Бастос из «Лиона», известный своей высокой результативностью в конце 2000-х годов, который обычно действовал на позиции полузащитника и даже атакующего полузащитника. Бразильцы в ЮАР уступили в четвертьфинале сборной Нидерландов. В октябре 2011 года, спустя пять с лишним лет, Марсело забил свой второй мяч за сборную, он отличился в товарищеском матче против сборной Мексики (2:1). В 2012 году Марсело вновь был включён в состав сборной Бразилии на Олимпийские игры в Лондоне. Бразильцы выиграли все три матча в своей группе, затем обыграли в стадии плей-офф сборные Гондураса и Республики Корея, но в финале на «Уэмбли» достаточно неожиданно уступили мексиканцам, в составе которых два мяча забил Орибе Перальта (1:2). Марсело провёл все 6 матчей на турнире и получил свою вторую олимпийскую медаль.
Марсело был основным игроком сборной на домашнем Кубке конфедераций 2013 года, в котором бразильцы одержали победу, переиграв в финале сборную Испании. На чемпионате мира 2014 года Марсело забил первый гол в первом матче против Хорватии в свои ворота, который стал первым автоголом сборной Бразилии за всю историю чемпионатов мира. Несмотря на крупное поражение в полуфинале от сборной Германии со счётом 1:7, Марсело был включён в символическую сборную чемпионата мира, определённую ФИФА на основании голосования болельщиков на официальном сайте. Он попал в неё вместе с двумя другими защитниками сборной Бразилии — Тиагу Силвой и Давидом Луисом. В матче за третье место, в котором бразильцы уступили Нидерландам (0:3), Марсело участия не принимал.

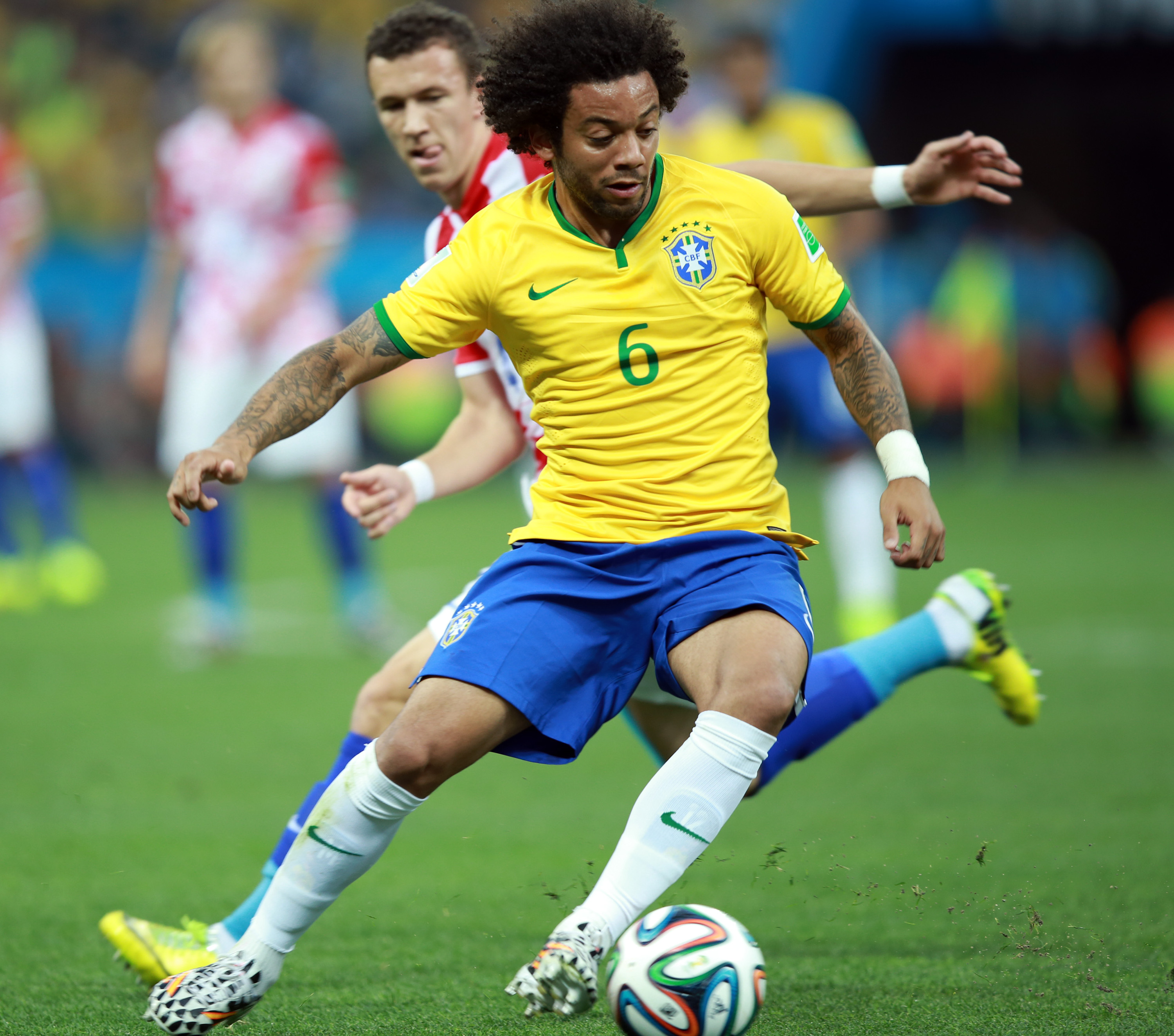
Марсело в матче против сборной Хорватии на чемпионате мира 2014 года

27 марта 2017 года Марсело впервые забил за сборную в официальном матче и впервые на территории Бразилии: в Сан-Паулу он поразил ворота сборной Парагвая в отборочном матче чемпионата мира. На ЧМ-2018 в России Марсело был основным левым защитником национальной сборной. В первом матче против Швейцарии он был капитаном команды, но в других матчах турнира капитанскую повязку надевали Тиагу Силва и Миранда. В третьем матче на групповом этапе против Сербии Марсело получил травму и был заменён на Филипе Луиса уже на 10-й минуте. Он пропустил матч 1/8 финала против Мексики (2:0), но сыграл все 90 минут в матче против Бельгии в 1/4 финала, который бразильцы проиграли со счётом 1:2. Марсело вновь был включён в символическую сборную турнира вместе с партнёрами по команде Тиагу Силвой и Филипе Коутиньо. После чемпионата мира в сборную не вызывался.

## Статистика выступлений

### Клубная статистика
| Клуб            | Сезон           | Лига | Лига | Кубок | Кубок | Континент | Континент | Прочие | Прочие | Всего | Всего |
| Клуб            | Сезон           | Игры | Голы | Игры  | Голы  | Игры      | Голы      | Игры   | Голы   | Игры  | Голы  |
| --------------- | --------------- | ---- | ---- | ----- | ----- | --------- | --------- | ------ | ------ | ----- | ----- |
| Флуминенсе      | 2005            | 1    | 0    | 0     | 0     | 0         | 0         | 0      | 0      | 1     | 0     |
| Флуминенсе      | 2006            | 29   | 4    | 7     | 2     | 0         | 0         | 0      | 0      | 36    | 6     |
| Флуминенсе      | Итого           | 30   | 4    | 7     | 2     | 0         | 0         | 0      | 0      | 37    | 6     |
| Реал Мадрид     | 2006/07         | 6    | 0    | 0     | 0     | 0         | 0         | 0      | 0      | 6     | 0     |
| Реал Мадрид     | 2007/08         | 24   | 0    | 2     | 0     | 6         | 0         | 0      | 0      | 32    | 0     |
| Реал Мадрид     | 2008/09         | 27   | 4    | 2     | 0     | 5         | 0         | 0      | 0      | 34    | 4     |
| Реал Мадрид     | 2009/10         | 35   | 4    | 2     | 0     | 6         | 0         | 0      | 0      | 43    | 4     |
| Реал Мадрид     | 2010/11         | 32   | 3    | 6     | 0     | 12        | 2         | 0      | 0      | 50    | 5     |
| Реал Мадрид     | 2011/12         | 32   | 3    | 3     | 0     | 7         | 0         | 2      | 0      | 44    | 3     |
| Реал Мадрид     | 2012/13         | 14   | 0    | 1     | 0     | 2         | 1         | 2      | 0      | 19    | 1     |
| Реал Мадрид     | 2013/14         | 28   | 1    | 4     | 0     | 7         | 1         | 0      | 0      | 39    | 2     |
| Реал Мадрид     | 2014/15         | 34   | 2    | 3     | 1     | 11        | 1         | 5      | 0      | 53    | 4     |
| Реал Мадрид     | 2015/16         | 30   | 2    | 0     | 0     | 11        | 0         | 0      | 0      | 41    | 2     |
| Реал Мадрид     | 2016/17         | 30   | 2    | 3     | 1     | 11        | 0         | 3      | 0      | 47    | 3     |
| Реал Мадрид     | 2017/18         | 28   | 2    | 0     | 0     | 11        | 3         | 5      | 0      | 44    | 5     |
| Реал Мадрид     | 2018/19         | 23   | 2    | 4     | 0     | 4         | 1         | 3      | 0      | 34    | 3     |
| Реал Мадрид     | 2019/20         | 15   | 1    | 3     | 1     | 4         | 0         | 1      | 0      | 23    | 2     |
| Реал Мадрид     | 2020/21         | 16   | 0    | 1     | 0     | 2         | 0         | 0      | 0      | 19    | 0     |
| Реал Мадрид     | 2021/22         | 9    | 0    | 2     | 0     | 2         | 0         | 1      | 0      | 14    | 0     |
| Реал Мадрид     | Итого           | 383  | 26   | 36    | 3     | 101       | 9         | 22     | 0      | 542   | 38    |
| Всего в карьере | Всего в карьере | 413  | 30   | 43    | 5     | 101       | 9         | 22     | 0      | 579   | 44    |

### Статистика и голы за сборную
| Команда  | Год   | Игры | Голы |
| -------- | ----- | ---- | ---- |
| Бразилия |       |      |      |
| 2006     | 1     | 1    |      |
| 2007     | 1     | 0    |      |
| 2008     | 2     | 0    |      |
| 2009     | 2     | 0    |      |
| 2011     | 2     | 1    |      |
| 2012     | 8     | 2    |      |
| 2013     | 12    | 0    |      |
| 2014     | 9     | 0    |      |
| 2015     | 5     | 0    |      |
| 2016     | 3     | 0    |      |
| 2017     | 5     | 2    |      |
| 2018     | 8     | 0    |      |
| Итого    | Итого | 58   | 6    |

| Игра | Дата            | Стадион/место проведения       | Соперник             | Кол-во голов | Счёт  | Турнир                    |
| ---- | --------------- | ------------------------------ | -------------------- | ------------ | ----- | ------------------------- |
| 1    | 5 сентября 2006 | Уайт Харт Лейн, Лондон         | Уэльс                | Гол          | 2 : 0 | Товарищеский матч         |
| 8    | 11 октября 2011 | Корона, Торреон                | Мексика              | Гол          | 1 : 2 | Товарищеский матч         |
| 9    | 28 февраля 2012 | АФГ Арена, Санкт-Галлен        | Босния и Герцеговина | Гол          | 1 : 2 | Товарищеский матч         |
| 11   | 30 мая 2012     | Федэкс-филд, Лэндовер          | США                  | Гол          | 1 : 4 | Товарищеский матч         |
| 47   | 27 марта 2017   | Арена Коринтианс, Сан-Паулу    | Парагвай             | Гол          | 3 : 0 | Отборочный турнир ЧМ-2018 |
| 49   | 10 ноября 2017  | Стад Пьер Моруа, Вильнёв-д’Аск | Япония               | Гол          | 1 : 3 | Товарищеский матч         |

## Достижения

### Командные
«Флуминенсе»
- Чемпион штата Рио-де-Жанейро: 2005
- Обладатель Кубка Либертадорес: 2023
- Обладатель Рекопы Южной Америки: 2024

«Реал Мадрид»
- Чемпион Испании (6): 2006/07, 2007/08, 2011/12, 2016/17, 2019/20, 2021/22
- Обладатель Кубка Испании (2): 2010/11, 2013/14
- Обладатель Суперкубка Испании (5): 2008, 2012, 2017, 2019/20, 2021/22
- Победитель Лиги чемпионов УЕФА (5): 2013/14, 2015/16, 2016/17, 2017/18, 2021/22
- Обладатель Суперкубка УЕФА (3): 2014, 2016, 2017
- Победитель Клубного чемпионата мира (4): 2014, 2016, 2017, 2018

Итого: 25 трофеев
Сборная Бразилии
- Бронзовый призёр Олимпийских игр: 2008
- Серебряный призёр Олимпийских игр: 2012
- Обладатель Кубка конфедераций: 2013

### Личные
- Команда года по версии УЕФА (3): 2011, 2015[16], 2019
- Включён в «команду года» по версии FIFPro (6): 2012, 2015, 2016, 2017, 2018, 2019
- Команда года по версии European Sports Media (2): 2015/16, 2016/17
- Символическая сборная чемпионата Бразилии: 2006
- Символическая сборная чемпионата мира (2): 2014, 2018

## Личная жизнь
Женат на давней подруге — бразильской актрисе Кларисе Алвес, есть двое сыновей: Энцо (14.09.2009) и Лиам (01.09.2015).